# Olivia Baril
Olivia Baril (* 10. Oktober 1997 in Rouyn-Noranda) ist eine kanadische Radrennfahrerin.

## Sportlicher Werdegang
Als Juniorin und in der U23 fuhr Baril zunächst hauptsächlich im heimischen Kanada und ab 2018 mit dem kanadischen Macogep-Team auch in Europa, zunächst ohne besondere Ergebnisse. 2021 wechselte sie zum spanischen Team Massi-Tactic und studierte nebenher Osteopathie.
Ihr Durchbruch kam 2022, als sie für Valcar fuhr. Im Mai gewann sie den Gran Premio Ciudad de Eibar im spanischen Baskenland im Sprint einer kleinen Gruppe. Eine Woche später musste sie sich bei einer Itzulia-Etappe nur Demi Vollering geschlagen geben. In dieser Saison fuhr sie auch erstmals den Giro Donne (wo sie verletzt ausschied), die Tour de France Femmes und die Ceratizit Challenge by La Vuelta; außerdem repräsentierte sie Kanada bei den Weltmeisterschaften.
2023 rückte sie zum UAE Team ADQ auf und fuhr damit erstmals für ein WorldTeam. Sie wiederholte ihren Sieg in Eibar und war bei den nationalen Meisterschaften jeweils Zweite im Straßenrennen und Einzelzeitfahren. Zudem war sie wiederum bei der Tour de France und den Weltmeisterschaften am Start. Für 2024 unterzeichnete sie beim spanischen Movistar Team Women. Für ihr neues Team gewann sie im Frühjahr das Eintagesrennen Costa De Almería und eine Etappe der Vuelta Extremadura. Im Juni wurde sie erstmals kanadische Meisterin im Straßenrennen; dies brachte ihr einen Startplatz bei den Olympischen Sommerspielen ein, wo im Einzelzeitfahren und im Straßenrennen antrat.

## Erfolge
2022
Gran Premio Ciudad de Eibar
Nachwuchswertung Tour de Suisse
2023
Gran Premio Ciudad de Eibar
eine Etappe Tour de l’Ardèche
2024
 Kanadische Meisterin – Straßenrennen
Women Cycling Pro Costa De Almería
eine Etappe Vuelta Extremadura Féminas
2025
 Kanadische Meisterin – Einzelzeitfahren